# Consonne occlusive uvulaire voisée
La consonne occlusive uvulaire voisée est un son consonantique très peu fréquent dans les langues parlées. Le symbole dans l’alphabet phonétique international est [ɢ]. Ce symbole représente un G en petite capitale.

## Caractéristiques
Voici les caractéristiques de la consonne occlusive uvulaire voisée :
- Son mode d'articulation est occlusif, ce qui signifie qu'elle est produite en obstruant l’air du chenal vocal.
- Son point d'articulation est uvulaire, ce qui signifie qu'elle est articulée avec le dos de la langue (la dorsal) contre ou près de la luette.
- Sa phonation est voisée, ce qui signifie que les cordes vocales vibrent lors de l’articulation.
- C'est une consonne orale, ce qui signifie que l'air ne s’échappe que par la bouche.
- C'est une consonne centrale, ce qui signifie qu’elle est produite en laissant l'air passer au-dessus du milieu de la langue, plutôt que par les côtés.
- Son mécanisme de courant d'air est égressif pulmonaire, ce qui signifie qu'elle est articulée en poussant l'air par les poumons et à travers le chenal vocatoire, plutôt que par la glotte ou la bouche.

## En français
Le français ne possède pas le [ɢ].

## Dans les autres langues
Le mongol possède ce son, transcrit en cyrillique Г. Le persan également utilise [ɢ]. Le son y est rendu par les lettres ق et غ, qui ont d'autres valeurs phonétiques.